# 8336 Шафарик
8336 Шафарик (8336 Šafařík) — астероїд головного поясу, відкритий 27 вересня 1984 року.
Тіссеранів параметр щодо Юпітера — 3,149.